# Уливьери, Нерио
Не́рио Уливье́ри (итал. Nerio Ulivieri; род. 11 января 1948, Сан-Миниато, Италия) — итальянский футболист.

## Карьера
Воспитанник клуба "Пиза". На протяжении 20 лет выступал на позиции нападающего за ряд итальянских клубов. Наибольших достижений Уливьери добился в "Удинезе". В его составе он победил в Серии B, а чуть позже побеждал в Кубке Митропы. По итогам триумфального турнира Уливьери становился его лучшим бомбардиром. Всего в Серии А форвард провел 49 матчей, в которых забил 21 гол.

## Семья
Старший брат Нерио - Ренцо Уливьери (род. 1941). Он является известным итальянским футбольным тренером и общественно-политическим деятелем.

## Достижения

### Международные
- Обладатель Кубка Митропы (1): 1979/1980.
- Обладатель Англо-итальянского кубка (1): 1977/78.

### Национальные
- Чемпион Серии B (1): 1978/79.

### Личные
- Лучший бомбардир Кубка Митропы (1): 1979/1980.